# 平岡円四郎
平岡 円四郎（ひらおか えんしろう、1822年11月20日〈文政5年10月7日〉- 1864年7月19日〈元治元年6月16日〉）は、幕末期日本の武士（一橋家家臣・家老並）。徳川慶喜の小姓を務めた。諱は方中。攘夷派に暗殺された。同じく幕臣の平岡準蔵とは異なる。

## 生涯
旗本・岡本忠次郎の四男として生まれ、16歳の時に旗本・平岡文次郎の養子となる。昌平坂学問所にて学問所寄宿中頭取（学生寮の寮長）に就任するなど若い頃から聡明だった。だが、人づきあいが苦手な性格が災いしてか「武術鍛錬のため」と2年ほどで学問所を辞めてしまう。その後10年近くは定職につかずにいたが、一時的に町方与力の助手をしたりすることはあったという。
徳川慶喜（一橋家相続および改名前は松平昭致）が一橋家に入った際、父親の徳川斉昭は慶喜に諍臣が必要と考え、藤田東湖にその人選を依頼した。平岡の才能を認めていた川路聖謨や藤田から同家の小姓として推薦され、慶喜に仕えることとなった。安政5年（1858年）に徳川家定の将軍継嗣をめぐっての争いが起こったときには、平岡と中根長十郎（一橋家家老）は主君の慶喜を将軍に擁立しようと奔走したが、将軍には徳川慶福（紀州藩主）が擁立され、失敗する。しかも直後の安政の大獄では、大老・井伊直弼から一橋派の危険人物として処分され、小十人組に左遷された。安政6年（1859年）、甲府勝手小普請にされる。
文久2年（1862年）12月、慶喜が将軍後見職に就任すると江戸に戻る。文久3年（1863年）4月、勘定奉行所留役当分助となり、翌月一橋家用人として復帰した。この年、慶喜の上洛にも随行している。京都で慶喜は公武合体派諸侯の中心となるが、裏で動いているのは平岡と用人の黒川嘉兵衛と見なされた。慶喜からの信任は厚く、元治元年（1864年）2月、側用人番頭を兼務、5月に一橋家家老並に任命される。6月2日には慶喜の請願により大夫となり、近江守に叙任される。その2週間後の6月14日、渡辺甲斐守の宿所から御用談所へ向かう途中、京都西町奉行所付近にて在京水戸藩士江幡広光、林忠五郎らに襲撃され暗殺された。平岡に同行し暗殺者を倒した川村恵十郎によると、一人に背後から頭へ、一人に腰へ一刀づつ斬り付けられ即死だったという。享年43。
遺体は京都で荼毘に伏せられ、本所の本久寺に葬られた。法号は養忠院殿徳孝日浄大居士。なお、円四郎自身の墓石は関東大震災後の特設墓地造営により失われており、東京大空襲においても同寺は被害を受け、現在はその名前は見ることはできないが、コンクリート製の"平岡家之墓"に同族の平岡煕や平岡養一などと並んで葬られている。

## 評価
平岡の推薦で一橋家の家臣に取り立てられた経験を持つ渋沢栄一は後年、以下のように述べている。